# Черкасовка
Черка́совка (рос. Черкасовка) — присілок у складі Артинського міського округу Свердловської області.
Населення — 168 осіб (2010, 220 у 2002).
Національний склад станом на 2002 рік: росіяни — 97 %.